# Magyar György (ügyvéd)
Magyar György (Budapest, 1949. október 23. –) magyar ügyvéd, egyetemi oktató, politikus.

## Élete
Édesapja vállalatvezető, édesanyja gimnáziumi nyelvtanárnő volt. Az ELTE jogi karán 1973-ban szerzett jogászdiplomát. Ugyanabban az évben nősült, Anikóval. Gábor fia is jogász lett, Dániel közgazdász, Éva lánya Norvégiában él. A Magyar György és Társai Ügyvédi Irodát irányítja.
Főként társadalmi érdeklődésre számot tartó polgári és büntető ügyekkel foglalkozik. Számos nagy jelentőségű jogi eset nyilvános szakkommentátora volt.

## Társadalmi szervezeti tagsága
- A Magyar Büntetőjogi Társaság tagja
- A Jogi Szakvizsgabizottság cenzora
- A Magyar Detektívszövetség tiszteletbeli elnöke

## Politikai szerepvállalása
1994-ben Demszky Gábor ellenében indult a budapesti főpolgármesteri posztért az általa is alapított Köztársasági Párt színeiben.
2010 óta kormányellenes mozgalmak és tüntetések rendszeres szervezője.
2014-ben civilek jelöltjeként, függetlenként indult a budapesti főpolgármesteri címért, ám visszalépett, mivel az általa indítványozott ellenzéki összefogás nem jött létre.
A 2018-as országgyűlési választásokon civil szervezetek és az MSZP-Párbeszéd közös jelöltjeként indult a Siófok központú Somogy megye 4-es számú választókerületében, ám nem választották meg.
A 2018 őszén alakult Mindenki Magyarországa Mozgalom fővárosért felelős alelnöke.
2019-ben a budapesti baloldali előválasztást szervező Civil Választási Bizottság (CVB) elnöke. Az önkormányzati választás után, ahol Budapesten a baloldali és liberális pártok nyertek, a Fővárosi Vízművek Zrt. igazgatósági tagja lett.

## Elismerései
- Radnóti Miklós antirasszista díj (2014)

## Híres védencei
- Ambrus Attila, a „Viszkis rabló” (17 évet kapott)
- Simon Tibor egyik gyilkosa
- Ramil Səfərov, az örmény Gurgen Margarjánt baltával meggyilkoló azeri katonatiszt (hazájának kiadták)
- A Zsanett-ügy egyik rendőrvádlottja (felmentették)
- Balla Irma anyagyilkossággal vádolt fia (12 évet kapott)
- A 2019-es budapesti hajókatasztrófa áldozatául esett Hableány hajó matróza és családja
- Ilaria Salis, olasz antifa aktivista